# 수리 (가수)
수리(SuRie, 1989년 2월 18일 ~ )는 잉글랜드의 싱어송라이터다. 유로비전 송 콘테스트 2018 영국 대표 참가자이며, 참가곡은 "Storm"이다.

## 음반 목록
- Something Beginning With ... (2016)
- Out Of Universe (2016)